# Paralamyctes subicolus
Paralamyctes subicolus är en mångfotingart som beskrevs av Edgecombe 2004. Paralamyctes subicolus ingår i släktet Paralamyctes och familjen fåögonkrypare. Inga underarter finns listade i Catalogue of Life.